# 시메온 제국
시메온 제국, 혹은 시메온 우로시 제국(세르비아어: Царство Симеона Уроша 차르스트보 시메오나 우로샤)은 1359년부터 1373년까지 약 14년 동안 유럽 발칸 반도 내 존속했던 세르비아-그리스계 제국이다.

## 개요
시메온 우로시 제국은 스테판 우로시 4세 두샨 황제가 1355년에 죽은 직후, 세르비아 제국이 분열되면서 스테판 우로시 4세의 이복 동생이자 에페이로스의 전제공이었던 시메온 우로시가 설립한 제국이었다. 시메온 우로시는 스테판 오로시 4세의 아들이자 세르비아 제국의 합법적인 계승자인 스테판 우로시 5세 황제에 대항하여 스스로를 '세르비아와 그리스인의 황제'로 칭하였다. 시메온 우로시의 제국은 테살리아와 카스토리아 일대를 거점으로 옛 세르비아 제국의 남부를 서남부를 영유했었다.

## 역사
스테판 우로시 4세 두샨 황제가 1355년 사망하자 그의 아들인 스테판 우로시 5세가 세르비아의 제위를 계승하였다. 이에 스테판 우로시 4세의 이복 동생인 시메온 우로시는 스테판 우로시 5세에 대항하여 자신을 황제로 선포하고 에페이로스와 테살리아를 거점으로 세로운 제국은 설립하였다. 그러나 1356년 니키포로스 2세 오르시니가 테살리아 총독 프렐류프의 사망 후 권력이 공백이 된 테살리아를 점령하여 에페이로스까지 진격하여 시메온 우로시는 북부의 카스토리아로 밀려났다.
시메온 우로시는 1358년 제타 지역을 공략하였으나 현지 귀족들이 스테판 우로시 5세를 지지하여 실패하였다. 시메온 우로시의 제국은 1359년 테살리아와 에페이로스를 시작으로 1371년 마리카 전투 이전까지는 오늘날의 알바니아 영토까지 영유하였다.
시메온 우로시의 제국은 1371년 붕괴한 스테판 우로시 5세의 세르비아 제국보다 좀 더 오래 존속하였다. 시메온의 제국은 세르비아 출신의 통치자와 세르비아 귀족들이 영유하고 있던 영토 위에 설립되었지만, 주로 그리스 민족들이 거주했으며 따라서 그리스 국가적인 성격을 가졌다. 시메온의 제국은 1370년 시메온 우로시가 사망하자 그의 아들인 요안니스 우로시가 계승하였고, 요안니스는 짧은 통치 후에 그리스인인 마누엘 필란스로피노스가 통치하게 되었다.

## 참고 문헌
- Благојевић, Милош (1989). 《Србија у доба Немањића: Од кнежевине до царства 1168-1371》. Београд: Вајат.
- Благојевић, Милош; Медаковић, Дејан (2000). 《Историја српске државности》 1. Нови Сад: Огранак САНУ.
- Михаљчић, Раде (1975). 《Крај Српског царства》. Београд: Српска књижевна задруга.
- Михаљчић, Раде (1981а). 〈Почетак Урошеве владавине - спољни напади〉. 《Историја српског народа》 1. Београд: Српска књижевна задруга. 566–572쪽.
- Михаљчић, Раде (1981б). 〈Два царства〉. 《Историја српског народа》 1. Београд: Српска књижевна задруга. 573–582쪽.
- Михаљчић, Раде (1982). 〈Косовска битка〉. 《Историја српског народа》 2. Београд: Српска књижевна задруга. 36–46쪽.
- Nicol, Donald M. (1993) [1972]. 《The Last Centuries of Byzantium, 1261–1453》. Cambridge: Cambridge University Press.
- Nicol, Donald M. (1984) [1957]. 《The Despotate of Epiros 1267-1479: A Contribution to the History of Greece in the Middle Ages》 2. expa판. Cambridge University Press.
- Острогорски, Георгије (1969). 《Историја Византије》. Београд: Просвета.
- Soulis, George Christos (1984). 《The Serbs and Byzantium during the reign of Tsar Stephen Dušan (1331-1355) and his successors》. Washington: Dumbarton Oaks Library and Collection.
- Ћирковић, Сима (1995). 《Срби у средњем веку》. Београд: Идеа.
- Ћирковић, Сима (2004). 《Срби међу европским народима》. Београд: Equilibrium.
- Ферјанчић, Божидар (1974). 《Тесалија у XIII и XIV веку》. Београд: Византолошки институт САНУ.
- Fine, John Van Antwerp Jr. (1994) [1987]. 《The Late Medieval Balkans: A Critical Survey from the Late Twelfth Century to the Ottoman Conquest》. Ann Arbor, Michigan: University of Michigan Press.